# Ian Cox
Ian Gary Cox (Croydon, 25 marzo 1971) è un ex calciatore trinidadiano, di ruolo difensore.

## Carriera
Ian cominciò a giocare come centrocampista per il Bournemouth e fu convertito in difensore centrale. Si unisce al Burnley per un onorario di £500,000.00. I genitori sono di Trinidad e Tobago ma Ian è nato in Inghilterra, esordì con T&T il 18 gennaio 2000, contro il Marocco. Ian Cox decise di allontanarsi dal calcio internazionale. Dopo avere giocato alcune gare delle qualificazioni al campionato mondiale di calcio 2002, nel 2001 prese la decisione di concentrarsi sulla sua carriera al Burnley. Cox andò in pensione dal calcio internazionale il 20 aprile 2001. Tuttavia fece marcia indietro nel 2004, venendo anche selezionato per la Coppa del mondo 2006, sua ultima competizione con T&T dopo l'annuncio del definitivo ritiro dal calcio internazionale.